# Liste des chansons des Beatles

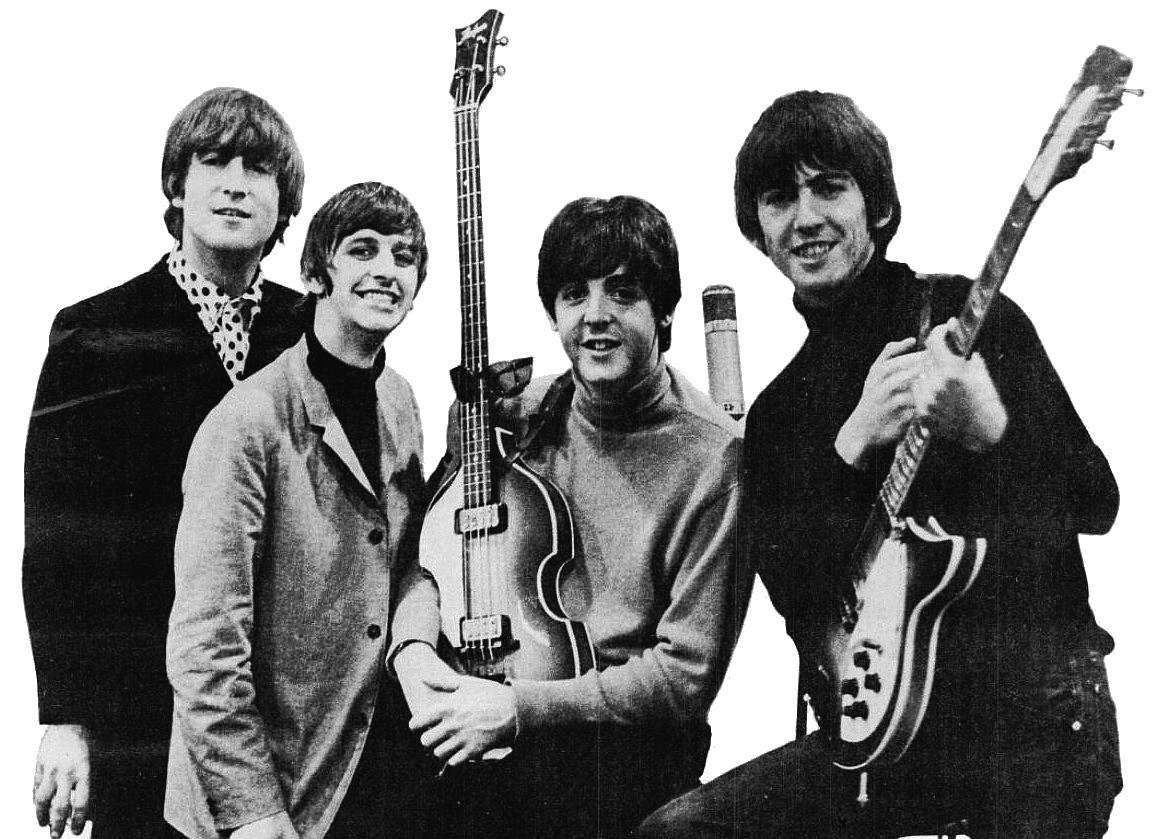
The Beatles en 1964

Une chanson des Beatles est une chanson interprétée et enregistrée par ce groupe entre 1962 et 1970, et officialisée par une publication entre ces années ou après. Les seules exceptions sont les chansons My Bonnie, Cry for a Shadow et Ain't She Sweet, enregistrées à Hambourg en 1961, et Free as a Bird et Real Love qui ont été enregistrées en 1995, complétant une démo de John Lennon datant de la fin des années 1970.
En dix ans d'existence, et seulement huit ans de carrière discographique, les Beatles font paraître douze albums, quatorze EPs (dont deux de chansons inédites) et vingt-deux singles (dont la plupart des chansons ne sont pas incluses sur les albums officiels). Ils composent 228 chansons et, surtout, ils font preuve d'une productivité particulièrement remarquable entre 1963 et 1966 où, entre les tournées incessantes et la participation à deux longs métrages, ils publient sept albums, treize singles et un E.P. de quatre titres inédits.
Voici la liste détaillée des chansons des Beatles, incluant les reprises apparaissant sur leurs albums. La liste est présentée ici en ordre alphabétique, avec l'année de la parution des chansons et leur(s) auteur(s). Les reprises sont indiquées en gris dans la liste et les chansons parues sur des disques posthumes ou enregistrée mais jamais publiées sont en bleu. Les improvisations informelles publiées dans les albums Anthology ou dans les éditions du cinquantenaire de leurs albums sont omises de cette liste.
- Haut – A
- B
- C
- D
- E
- F
- G
- H
- I
- J
- K
- L
- M
- N
- O
- P
- Q
- R
- S
- T
- U
- V
- W
- X
- Y
- Z
- 0-9

## A
| Titre                  | Année       | Parution                                                                        | Auteur(s)                     |
| ---------------------- | ----------- | ------------------------------------------------------------------------------- | ----------------------------- |
| A Day in the Life      | 1967        | Sgt. Pepper's Lonely Hearts Club Band                                           | John Lennon, Paul McCartney   |
| A Hard Day's Night     | 1964        | A Hard Day's Night                                                              | John Lennon, Paul McCartney   |
| Ain't She Sweet        | 1995        | Anthology 1 / Anthology 3                                                       | Milton Ager, Jack Yellen (en) |
| A Taste of Honey       | 1963        | Please Please Me                                                                | Ric Marlow, Bobby Scott       |
| Across the Universe    | 1969 / 1970 | Parue sur un disque compilation et sur l'album Let It Be dans une autre version | John Lennon, Paul McCartney   |
| Act Naturally          | 1965        | Help!                                                                           | Johnny Russell, Voni Morrison |
| All I've Got to Do     | 1963        | With the Beatles                                                                | John Lennon, Paul McCartney   |
| All My Loving          | 1963        | With the Beatles                                                                | John Lennon, Paul McCartney   |
| All Together Now       | 1969        | Yellow Submarine                                                                | John Lennon, Paul McCartney   |
| All You Need Is Love   | 1967        | Parue en single/Magical Mystery Tour                                            | John Lennon, Paul McCartney   |
| And I Love Her         | 1964        | A Hard Day's Night                                                              | John Lennon, Paul McCartney   |
| And Your Bird Can Sing | 1966        | Revolver                                                                        | John Lennon, Paul McCartney   |
| Anna (Go to Him)       | 1963        | Please Please Me                                                                | Arthur Alexander              |
| Another Girl           | 1965        | Help!                                                                           | John Lennon, Paul McCartney   |
| Any Time at All        | 1964        | A Hard Day's Night                                                              | John Lennon, Paul McCartney   |
| Ask Me Why             | 1963        | Please Please Me                                                                | John Lennon, Paul McCartney   |

## B
| Titre                              | Année | Parution                              | Auteur(s)                                  |
| ---------------------------------- | ----- | ------------------------------------- | ------------------------------------------ |
| Baby It's You                      | 1963  | Please Please Me                      | Burt Bacharach, Hal David, Barney Williams |
| Baby You're a Rich Man             | 1967  | Parue en single/Magical Mystery Tour  | John Lennon, Paul McCartney                |
| Baby's in Black                    | 1964  | Beatles for Sale                      | John Lennon, Paul McCartney                |
| Back in the U.S.S.R.               | 1968  | The Beatles                           | John Lennon, Paul McCartney                |
| Bad Boy                            | 1965  | Beatles VI                            | Larry Williams                             |
| The Ballad of John and Yoko        | 1969  | Parue en single                       | John Lennon, Paul McCartney                |
| Because                            | 1969  | Abbey Road                            | John Lennon, Paul McCartney                |
| Being for the Benefit of Mr. Kite! | 1967  | Sgt. Pepper's Lonely Hearts Club Band | John Lennon, Paul McCartney                |
| Bésame mucho                       | 1995  | Anthology 1                           | Consuelo Velasquez                         |
| Birthday                           | 1968  | The Beatles                           | John Lennon, Paul McCartney                |
| Blackbird                          | 1968  | The Beatles                           | John Lennon, Paul McCartney                |
| Blue Jay Way                       | 1967  | Magical Mystery Tour                  | George Harrison                            |
| Boys                               | 1963  | Please Please Me                      | Luther Dixon, Wes Farrell                  |

## C
| Titre                                 | Année | Parution               | Auteur(s)                    |
| ------------------------------------- | ----- | ---------------------- | ---------------------------- |
| Can't Buy Me Love                     | 1964  | A Hard Day's Night     | John Lennon, Paul McCartney  |
| Carnival of Light                     | 1967  | Inédit                 | John Lennon, Paul McCartney  |
| Carry That Weight                     | 1969  | Abbey Road             | John Lennon, Paul McCartney  |
| Chains                                | 1963  | Please Please Me       | Gerry Goffin, Carole King    |
| Christmas Time (Is Here Again)        | 1967  | Paru en single en 1995 | John Lennon, Paul McCartney  |
| Come and Get It                       | 1996  | Anthology 3            | Paul McCartney               |
| Come Together                         | 1969  | Abbey Road             | John Lennon, Paul McCartney  |
| The Continuing Story of Bungalow Bill | 1968  | The Beatles            | John Lennon, Paul McCartney  |
| Cry Baby Cry                          | 1968  | The Beatles            | John Lennon, Paul McCartney  |
| Cry for a Shadow                      | 1995  | Anthology 1            | George Harrison, John Lennon |

## D
| Titre                        | Année | Parution                                                                             | Auteur(s)                   |
| ---------------------------- | ----- | ------------------------------------------------------------------------------------ | --------------------------- |
| Day Tripper                  | 1965  | Parue en single                                                                      | John Lennon, Paul McCartney |
| Dear Prudence                | 1968  | The Beatles                                                                          | John Lennon, Paul McCartney |
| Devil in Her Heart           | 1963  | With the Beatles                                                                     | Richard Drapkin             |
| Dig a Pony                   | 1970  | Let It Be                                                                            | John Lennon, Paul McCartney |
| Dig It                       | 1970  | Let It Be                                                                            | John Lennon, Paul McCartney |
| Dizzy Miss Lizzy             | 1965  | Help!                                                                                | Larry Williams              |
| Do You Want to Know a Secret | 1963  | Please Please Me                                                                     | John Lennon, Paul McCartney |
| Doctor Robert                | 1966  | Revolver                                                                             | John Lennon, Paul McCartney |
| Don't Bother Me              | 1963  | With the Beatles                                                                     | George Harrison             |
| Don't Let Me Down            | 1969  | Parue en single, puis en 2003 sur l'album Let It Be... Naked dans une autre version. | John Lennon, Paul McCartney |
| Don't Pass Me By             | 1968  | The Beatles                                                                          | Ringo Starr                 |
| Drive My Car                 | 1965  | Rubber Soul                                                                          | John Lennon, Paul McCartney |

## E
| Titre                                                     | Année | Parution         | Auteur(s)                   |
| --------------------------------------------------------- | ----- | ---------------- | --------------------------- |
| Eight Days a Week                                         | 1964  | Beatles for Sale | John Lennon, Paul McCartney |
| Eleanor Rigby                                             | 1966  | Revolver         | John Lennon, Paul McCartney |
| The End                                                   | 1969  | Abbey Road       | John Lennon, Paul McCartney |
| Every Little Thing                                        | 1964  | Beatles for Sale | John Lennon, Paul McCartney |
| Everybody's Got Something to Hide Except Me and My Monkey | 1968  | The Beatles      | John Lennon, Paul McCartney |
| Everybody's Trying to Be My Baby                          | 1964  | Beatles for Sale | Carl Perkins                |

## F
| Titre                | Année | Parution                              | Auteur(s)                                                 |
| -------------------- | ----- | ------------------------------------- | --------------------------------------------------------- |
| Fixing a Hole        | 1967  | Sgt. Pepper's Lonely Hearts Club Band | John Lennon, Paul McCartney                               |
| Flying               | 1967  | Magical Mystery Tour                  | John Lennon, Paul McCartney, George Harrison, Ringo Starr |
| The Fool on the Hill | 1967  | Magical Mystery Tour                  | John Lennon, Paul McCartney                               |
| For No One           | 1966  | Revolver                              | John Lennon, Paul McCartney                               |
| For You Blue         | 1970  | Let It Be                             | George Harrison                                           |
| Free as a Bird       | 1994  | Anthology 1                           | John Lennon, Paul McCartney, George Harrison, Ringo Starr |
| From Me to You       | 1963  | Parue en single                       | John Lennon, Paul McCartney                               |

## G
| Titre                       | Année       | Parution                                                        | Auteur(s)                   |
| --------------------------- | ----------- | --------------------------------------------------------------- | --------------------------- |
| Get Back                    | 1969 / 1970 | Parue en single et sur l'album Let It Be dans une autre version | John Lennon, Paul McCartney |
| Getting Better              | 1967        | Sgt. Pepper's Lonely Hearts Club Band                           | John Lennon, Paul McCartney |
| Girl                        | 1965        | Rubber Soul                                                     | John Lennon, Paul McCartney |
| Glass Onion                 | 1968        | The Beatles                                                     | John Lennon, Paul McCartney |
| Golden Slumbers             | 1969        | Abbey Road                                                      | John Lennon, Paul McCartney |
| Good Day Sunshine           | 1966        | Revolver                                                        | John Lennon, Paul McCartney |
| Good Morning Good Morning   | 1967        | Sgt. Pepper's Lonely Hearts Club Band                           | John Lennon, Paul McCartney |
| Good Night                  | 1968        | The Beatles                                                     | John Lennon, Paul McCartney |
| Got to Get You Into My Life | 1966        | Revolver                                                        | John Lennon, Paul McCartney |

## H
| Titre                      | Année | Parution             | Auteur(s)                   |
| -------------------------- | ----- | -------------------- | --------------------------- |
| Happiness Is a Warm Gun    | 1968  | The Beatles          | John Lennon, Paul McCartney |
| Hello, Goodbye             | 1967  | Magical Mystery Tour | John Lennon, Paul McCartney |
| Hello Little Girl          | 1995  | Anthology 1          | John Lennon,Paul McCartney  |
| Help!                      | 1965  | Help!                | John Lennon, Paul McCartney |
| Helter Skelter             | 1968  | The Beatles          | John Lennon, Paul McCartney |
| Her Majesty                | 1969  | Abbey Road           | John Lennon, Paul McCartney |
| Here Comes the Sun         | 1969  | Abbey Road           | George Harrison             |
| Here, There and Everywhere | 1966  | Revolver             | John Lennon, Paul McCartney |
| Hey Bulldog                | 1969  | Yellow Submarine     | John Lennon, Paul McCartney |
| Hey Jude                   | 1968  | Parue en single      | John Lennon, Paul McCartney |
| Hold Me Tight              | 1963  | With the Beatles     | John Lennon, Paul McCartney |
| Honey Don't                | 1964  | Beatles for Sale     | Carl Perkins                |
| Honey Pie                  | 1968  | The Beatles          | John Lennon, Paul McCartney |
| How Do You Do It?          | 1995  | Anthology 1          | Mitch Murray                |

## I
| Titre                            | Année | Parution             | Auteur(s)                       |
| -------------------------------- | ----- | -------------------- | ------------------------------- |
| I Am the Walrus                  | 1967  | Magical Mystery Tour | John Lennon, Paul McCartney     |
| I Call Your Name                 | 1964  | Long Tall Sally      | John Lennon, Paul McCartney     |
| I Don't Want to Spoil the Party  | 1964  | Beatles for Sale     | John Lennon, Paul McCartney     |
| I Feel Fine                      | 1964  | Parue en single      | John Lennon, Paul McCartney     |
| If You've Got Trouble            | 1996  | Anthology 2          | John Lennon, Paul McCartney     |
| I Me Mine                        | 1970  | Let It Be            | George Harrison                 |
| I Need You                       | 1965  | Help!                | George Harrison                 |
| I Saw Her Standing There         | 1963  | Please Please Me     | John Lennon, Paul McCartney     |
| I Should Have Known Better       | 1964  | A Hard Day's Night   | John Lennon, Paul McCartney     |
| I Wanna Be Your Man              | 1963  | With the Beatles     | John Lennon, Paul McCartney     |
| I Want to Hold Your Hand         | 1963  | Parue en single      | John Lennon, Paul McCartney     |
| I Want to Tell You               | 1966  | Revolver             | George Harrison                 |
| I Want You (She's So Heavy)      | 1969  | Abbey Road           | John Lennon, Paul McCartney     |
| I Will                           | 1968  | The Beatles          | John Lennon, Paul McCartney     |
| I'll Be Back                     | 1964  | A Hard Day's Night   | John Lennon, Paul McCartney     |
| I'll Be on My Way                | 1994  | Live at the BBC      | John Lennon, Paul McCartney     |
| I'll Cry Instead                 | 1964  | A Hard Day's Night   | John Lennon, Paul McCartney     |
| I'll Follow the Sun              | 1964  | Beatles for Sale     | John Lennon, Paul McCartney     |
| I'll Get You                     | 1963  | Parue en single      | John Lennon, Paul McCartney     |
| I'm a Loser                      | 1964  | Beatles for Sale     | John Lennon, Paul McCartney     |
| I'm Down                         | 1964  | Parue en single      | John Lennon, Paul McCartney     |
| I'm Happy Just to Dance with You | 1964  | A Hard Day's Night   | John Lennon, Paul McCartney     |
| I'm Looking Through You          | 1965  | Rubber Soul          | John Lennon, Paul McCartney     |
| I'm Only Sleeping                | 1966  | Revolver             | John Lennon, Paul McCartney     |
| I'm So Tired                     | 1968  | The Beatles          | John Lennon, Paul McCartney     |
| In Spite of All the Danger       | 1995  | Anthology 1          | George Harrison, Paul McCartney |
| I've Got a Feeling               | 1970  | Let It Be            | John Lennon, Paul McCartney     |
| I've Just Seen a Face            | 1965  | Help!                | John Lennon, Paul McCartney     |
| If I Fell                        | 1964  | A Hard Day's Night   | John Lennon, Paul McCartney     |
| If I Needed Someone              | 1965  | Rubber Soul          | George Harrison                 |
| If You've Got Trouble            | 1996  | Anthology 2          | John Lennon, Paul McCartney     |
| In My Life                       | 1965  | Rubber Soul          | John Lennon, Paul McCartney     |
| The Inner Light                  | 1968  | Parue en single      | George Harrison                 |
| It Won't Be Long                 | 1963  | With the Beatles     | John Lennon, Paul McCartney     |
| It's All Too Much                | 1968  | Yellow Submarine     | George Harrison                 |
| It's Only Love                   | 1965  | Help!                | John Lennon, Paul McCartney     |

## J
| Titre | Année | Parution    | Auteur(s)                   |
| ----- | ----- | ----------- | --------------------------- |
| Julia | 1968  | The Beatles | John Lennon, Paul McCartney |

## K
| Titre                          | Année | Parution         | Auteur(s)                  |
| ------------------------------ | ----- | ---------------- | -------------------------- |
| Kansas City/Hey, Hey, Hey, Hey | 1964  | Beatles for Sale | Jerry Leiber, Mike Stoller |

## L
| Titre                         | Année | Parution                                                        | Auteur(s)                                                     |
| ----------------------------- | ----- | --------------------------------------------------------------- | ------------------------------------------------------------- |
| Lady Madonna                  | 1968  | Parue en single                                                 | John Lennon, Paul McCartney                                   |
| Leave My Kitten Alone         | 1995  | Anthology 1                                                     | Little Willie John, James McDougal, Titus Turner              |
| Lend Me Your Comb             | 1995  | Anthology 1                                                     | Kay Twomey (en), Fred Wise (en), Ben Weisman (en)             |
| Let It Be                     | 1970  | Parue en single et sur l'album Let It Be dans une autre version | John Lennon, Paul McCartney                                   |
| Like Dreamers Do              | 1964  | Anthology 1                                                     | John Lennon, Paul McCartney                                   |
| Little Child                  | 1963  | With the Beatles                                                | John Lennon, Paul McCartney                                   |
| Long, Long, Long              | 1968  | The Beatles                                                     | George Harrison                                               |
| The Long and Winding Road     | 1970  | Let It Be                                                       | John Lennon, Paul McCartney                                   |
| Long Tall Sally               | 1964  | Long Tall Sally                                                 | Little Richard                                                |
| Los Paranoias                 | 1996  | Anthology 3                                                     | John Lennon, Paul McCartney, George Harrison, Richard Starkey |
| Love Me Do                    | 1962  | Parue en single                                                 | John Lennon, Paul McCartney                                   |
| Love of the Loved             | 1962  | Jamais publiée                                                  | John Lennon, Paul McCartney                                   |
| Love You To                   | 1966  | Revolver                                                        | George Harrison                                               |
| Lovely Rita                   | 1967  | Sgt. Pepper's Lonely Hearts Club Band                           | John Lennon, Paul McCartney                                   |
| Lucy in the Sky with Diamonds | 1967  | Sgt. Pepper's Lonely Hearts Club Band                           | John Lennon, Paul McCartney                                   |

## M
| Titre                      | Année | Parution             | Auteur(s)                        |
| -------------------------- | ----- | -------------------- | -------------------------------- |
| Maggie Mae                 | 1970  | Let It Be            | Traditionnel                     |
| Magical Mystery Tour       | 1967  | Magical Mystery Tour | John Lennon, Paul McCartney      |
| Martha My Dear             | 1968  | The Beatles          | John Lennon, Paul McCartney      |
| Matchbox                   | 1964  | Long Tall Sally      | Clarence Jefferson               |
| Maxwell's Silver Hammer    | 1969  | Abbey Road           | John Lennon, Paul McCartney      |
| Mean Mr. Mustard           | 1969  | Abbey Road           | John Lennon, Paul McCartney      |
| Michelle                   | 1965  | Rubber Soul          | John Lennon, Paul McCartney      |
| Misery                     | 1963  | Please Please Me     | John Lennon, Paul McCartney      |
| Mr. Moonlight              | 1964  | Beatles for Sale     | Roy Lee Johnson                  |
| Money (That's What I Want) | 1963  | With the Beatles     | Berry Gordy, Janie Bradford      |
| Mother Nature's Son        | 1968  | The Beatles          | John Lennon, Paul McCartney      |
| My Bonnie                  | 1995  | Anthology 1          | Chanson traditionnelle écossaise |

## N
| Titre                                | Année | Parution         | Auteur(s)                   |
| ------------------------------------ | ----- | ---------------- | --------------------------- |
| The Night Before                     | 1965  | Help!            | John Lennon, Paul McCartney |
| No Reply                             | 1964  | Beatles for Sale | John Lennon, Paul McCartney |
| Norwegian Wood (This Bird Has Flown) | 1965  | Rubber Soul      | John Lennon, Paul McCartney |
| Not a Second Time                    | 1963  | With the Beatles | John Lennon, Paul McCartney |
| Not Guilty                           | 1996  | Anthology 3      | George Harrison             |
| Now and Then                         | 2023  | Parue en single  | John Lennon                 |
| Nowhere Man                          | 1965  | Rubber Soul      | John Lennon, Paul McCartney |

## O
| Titre                | Année | Parution         | Auteur(s)                   |
| -------------------- | ----- | ---------------- | --------------------------- |
| Ob-La-Di, Ob-La-Da   | 1968  | The Beatles      | John Lennon, Paul McCartney |
| Octopus's Garden     | 1969  | Abbey Road       | Ringo Starr                 |
| Oh! Darling          | 1969  | Abbey Road       | John Lennon, Paul McCartney |
| Old Brown Shoe       | 1969  | Parue en single  | George Harrison             |
| One After 909        | 1970  | Let It Be        | John Lennon, Paul McCartney |
| Only a Northern Song | 1968  | Yellow Submarine | George Harrison             |

## P
| Titre                               | Année | Parution         | Auteur(s)                                                                                 |
| ----------------------------------- | ----- | ---------------- | ----------------------------------------------------------------------------------------- |
| P.S. I Love You                     | 1963  | Please Please Me | John Lennon, Paul McCartney                                                               |
| The Palace of the King of the Birds | 1969  | Inédit           | John Lennon, Paul McCartney                                                               |
| Paperback Writer                    | 1966  | Parue en single  | John Lennon, Paul McCartney                                                               |
| Penny Lane                          | 1967  | Parue en single  | John Lennon, Paul McCartney                                                               |
| Please Mr. Postman                  | 1963  | With the Beatles | Georgia Dobbins, William Garrett, Freddie Gorman (en), Brian Holland, Robert Bateman (en) |
| Please Please Me                    | 1963  | Please Please Me | John Lennon, Paul McCartney                                                               |
| Piggies                             | 1968  | The Beatles      | George Harrison                                                                           |
| Polythene Pam                       | 1969  | Abbey Road       | John Lennon, Paul McCartney                                                               |

## R
| Titre                               | Année | Parution         | Auteur(s)                   |
| ----------------------------------- | ----- | ---------------- | --------------------------- |
| Rain                                | 1966  | Parue en single  | John Lennon, Paul McCartney |
| Real Love                           | 1996  | Anthology 2      | John Lennon                 |
| Revolution (version électrique)     | 1968  | Parue en single  | John Lennon, Paul McCartney |
| Revolution 1 (version acoustique)   | 1968  | The Beatles      | John Lennon, Paul McCartney |
| Revolution 9 (collage expérimental) | 1968  | The Beatles      | John Lennon, Paul McCartney |
| Rock and Roll Music                 | 1964  | Beatles for Sale | Chuck Berry                 |
| Rocky Raccoon                       | 1968  | The Beatles      | John Lennon, Paul McCartney |
| Roll Over Beethoven                 | 1963  | With the Beatles | Chuck Berry                 |
| Run for Your Life                   | 1965  | Rubber Soul      | John Lennon, Paul McCartney |

## S
| Titre                                           | Année | Parution                              | Auteur(s)                                      |
| ----------------------------------------------- | ----- | ------------------------------------- | ---------------------------------------------- |
| Savoy Truffle                                   | 1968  | The Beatles                           | George Harrison                                |
| Sgt. Pepper's Lonely Hearts Club Band           | 1967  | Sgt. Pepper's Lonely Hearts Club Band | John Lennon, Paul McCartney                    |
| Sgt. Pepper's Lonely Hearts Club Band (Reprise) | 1967  | Sgt. Pepper's Lonely Hearts Club Band | John Lennon, Paul McCartney                    |
| Searchin'                                       | 1995  | Anthology 1                           | Jerry Leiber et Mike Stoller                   |
| Sexy Sadie                                      | 1968  | The Beatles                           | John Lennon, Paul McCartney                    |
| The Sheik of Araby                              | 1995  | Anthology 1                           | Ted Snyder / Harry B. Smith et Francis Wheeler |
| She Came In Through the Bathroom Window         | 1969  | Abbey Road                            | John Lennon, Paul McCartney                    |
| She Loves You                                   | 1963  | Parue en single                       | John Lennon, Paul McCartney                    |
| She Said She Said                               | 1966  | Revolver                              | John Lennon, Paul McCartney                    |
| She's a Woman                                   | 1964  | Parue en single                       | John Lennon, Paul McCartney                    |
| She's Leaving Home                              | 1967  | Sgt. Pepper's Lonely Hearts Club Band | John Lennon, Paul McCartney                    |
| Slow Down                                       | 1964  | Long Tall Sally                       | Larry Williams                                 |
| Something                                       | 1969  | Abbey Road                            | George Harrison                                |
| Step Inside Love                                | 1996  | Anthology 3                           | John Lennon, Paul McCartney                    |
| Strawberry Fields Forever                       | 1967  | Parue en single                       | John Lennon, Paul McCartney                    |
| Sun King                                        | 1969  | Abbey Road                            | John Lennon, Paul McCartney                    |

## T
| Titre                | Année | Parution           | Auteur(s)                    |
| -------------------- | ----- | ------------------ | ---------------------------- |
| Taxman               | 1966  | Revolver           | George Harrison              |
| Tell Me What You See | 1965  | Help!              | John Lennon, Paul McCartney  |
| Tell Me Why          | 1964  | A Hard Day's Night | John Lennon, Paul McCartney  |
| Thank You Girl       | 1963  | Parue en single    | John Lennon, Paul McCartney  |
| That Means a Lot     | 1996  | Anthology 2        | John Lennon, Paul McCartney  |
| There's a Place      | 1963  | Please Please Me   | John Lennon, Paul McCartney  |
| Things We Said Today | 1964  | A Hard Day's Night | John Lennon, Paul McCartney  |
| Think for Yourself   | 1965  | Rubber Soul        | George Harrison              |
| This Boy             | 1963  | Parue en single    | John Lennon, Paul McCartney  |
| Ticket to Ride       | 1965  | Help!              | John Lennon, Paul McCartney  |
| Till There Was You   | 1963  | With the Beatles   | Meredith Willson             |
| Tomorrow Never Knows | 1966  | Revolver           | John Lennon, Paul McCartney  |
| Three Cool Cats      | 1995  | Anthology 1        | Jerry Leiber et Mike Stoller |
| Twist and Shout      | 1963  | Please Please Me   | Phil Medley, Bert Russell    |
| Two of Us            | 1970  | Let It Be          | John Lennon, Paul McCartney  |

## W
| Titre                              | Année | Parution                              | Auteur(s)                                |
| ---------------------------------- | ----- | ------------------------------------- | ---------------------------------------- |
| Wait                               | 1965  | Rubber Soul                           | John Lennon, Paul McCartney              |
| We Can Work It Out                 | 1965  | Parue en single                       | John Lennon, Paul McCartney              |
| What Goes On                       | 1965  | Rubber Soul                           | John Lennon, Paul McCartney, Ringo Starr |
| What You're Doing                  | 1964  | Beatles for Sale                      | John Lennon, Paul McCartney              |
| When I Get Home                    | 1964  | A Hard Day's Night                    | John Lennon, Paul McCartney              |
| When I'm Sixty-Four                | 1967  | Sgt. Pepper's Lonely Hearts Club Band | John Lennon, Paul McCartney              |
| While My Guitar Gently Weeps       | 1968  | The Beatles                           | George Harrison                          |
| Why Don't We Do It in the Road?    | 1968  | The Beatles                           | John Lennon, Paul McCartney              |
| Wild Honey Pie                     | 1968  | The Beatles                           | John Lennon, Paul McCartney              |
| With a Little Help from My Friends | 1967  | Sgt. Pepper's Lonely Hearts Club Band | John Lennon, Paul McCartney              |
| Within You Without You             | 1967  | Sgt. Pepper's Lonely Hearts Club Band | George Harrison                          |
| The Word                           | 1965  | Rubber Soul                           | John Lennon, Paul McCartney              |
| Words of Love                      | 1964  | Beatles for Sale                      | Buddy Holly                              |

## Y
| Titre                                 | Année | Parution             | Auteur(s)                   |
| ------------------------------------- | ----- | -------------------- | --------------------------- |
| Yellow Submarine                      | 1966  | Revolver             | John Lennon, Paul McCartney |
| Yer Blues                             | 1968  | The Beatles          | John Lennon, Paul McCartney |
| Yes It Is                             | 1965  | Parue en single      | John Lennon, Paul McCartney |
| Yesterday                             | 1965  | Help!                | John Lennon, Paul McCartney |
| You Can't Do That                     | 1964  | A Hard Day's Night   | John Lennon, Paul McCartney |
| You Know My Name (Look Up the Number) | 1970  | Parue en single      | John Lennon, Paul McCartney |
| You Know What to Do                   | 1964  | Anthology 1          | George Harrison             |
| You Like Me Too Much                  | 1965  | Help!                | George Harrison             |
| You Never Give Me Your Money          | 1969  | Abbey Road           | John Lennon, Paul McCartney |
| You've Really Got a Hold on Me        | 1963  | With the Beatles     | Smokey Robinson             |
| You Won't See Me                      | 1965  | Rubber Soul          | John Lennon, Paul McCartney |
| You're Going to Lose That Girl        | 1965  | Help!                | John Lennon, Paul McCartney |
| You've Got to Hide Your Love Away     | 1965  | Help!                | John Lennon, Paul McCartney |
| Your Mother Should Know               | 1967  | Magical Mystery Tour | John Lennon, Paul McCartney |

## 0-9
| Titre           | Année | Parution    | Auteur(s)                                                 |
| --------------- | ----- | ----------- | --------------------------------------------------------- |
| 12-Bar Original | 1996  | Anthology 2 | John Lennon, Paul McCartney, George Harrison, Ringo Starr |